# Zuzana Michnová
Zuzana Michnová (* 31. března 1949 Jihlava) je česká hudební skladatelka, textařka a zpěvačka. Hlavní postava skupiny Marsyas.

## Život
Od svých dvanácti let zpívala ve sboru, později vystupovala s tanečním orchestrem a rockovou skupinou. V roce 1971 společně s Jiřím Jeřábkem vytvořila folkové duo. Později se připojil zpěvák a hráč na foukací harmoniku Petr Kalandra a v roce 1973 nahradil Jeřábka kytarista a zpěvák Oskar Petr. To byl začátek historie skupiny Marsyas.
V roce 2012 natáčela Jitka Němcová o Michnové dokumentární film Jsem slavná tak akorát.

## Diskografie
Kromě pěti alb Marsyas vydala sólové album, kde hostují Michal Pavlíček a Klaudius Kryšpín.
- Rány (1986)

Zpívá také jednu píseň na albu Jana Buriana Dívčí válka (2006).